# Germanato de bismuto

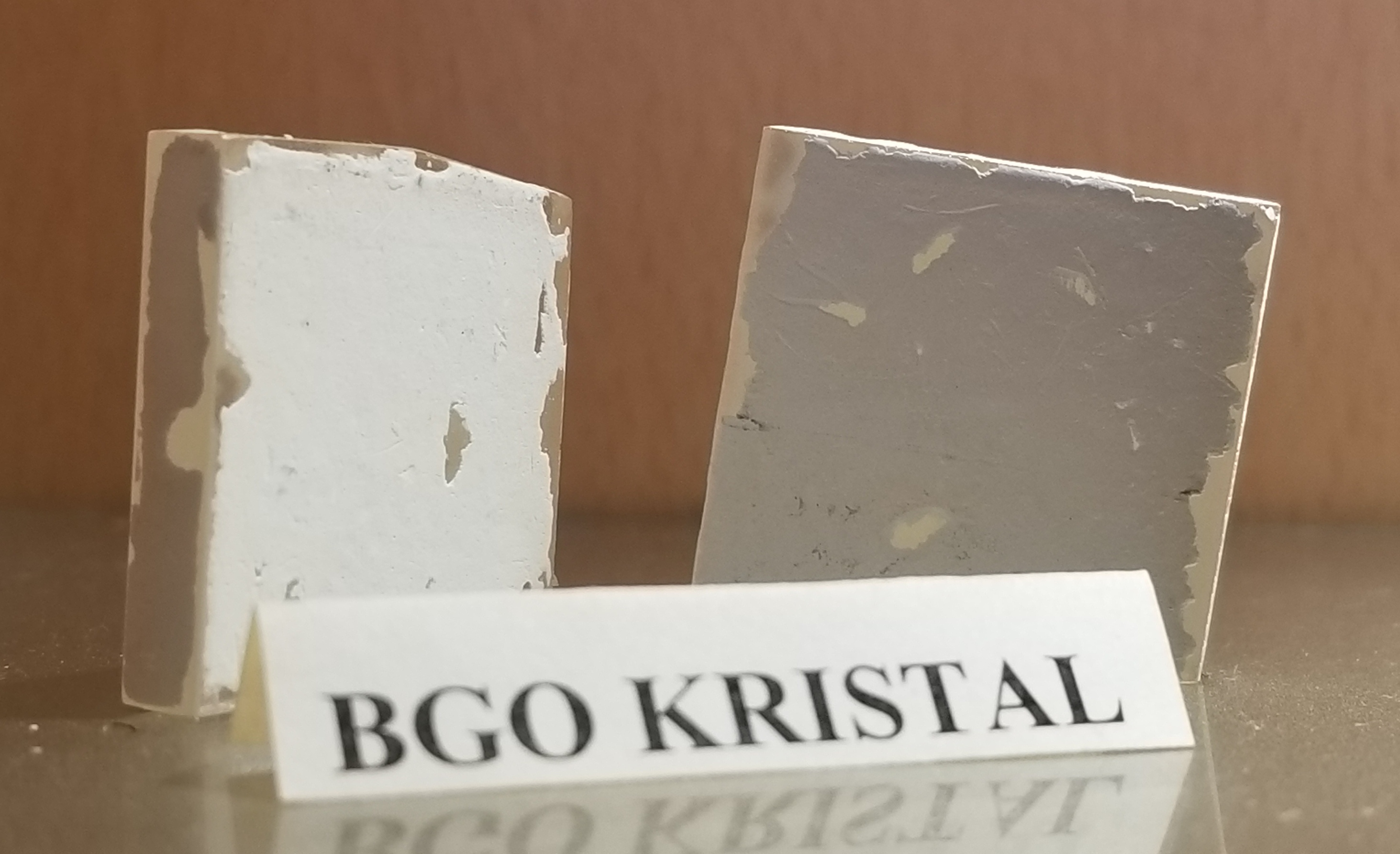
Germanato de bismuto

O germanato de bismuto é o composto inorgânico de fórmula química Bi4Ge3O12 (ou, menos comumente, Bi12GeO20).